# Quatuor à cordes no 2 de Glazounov
Pour les articles homonymes, voir Quatuor à cordes no 2.
Le Quatuor à cordes no 2 en fa majeur op. 10, G 47 est un quatuor pour deux violons, alto et violoncelle d'Alexandre Glazounov. Composé en 1884, il est dédié à son mécène Mitrofan Belaïev (1836-1904), un riche marchand de bois.

## Contexte et création
Alexandre Glazounov compose son deuxième quatuor en 1884. Il le dédie à son mécène d'alors, Mitrofan Belaïev. Il est alors nettement plus influencé par Alexandre Borodine, notamment du point de vue de l'originalité mélodique.

## Structure
L'œuvre se compose de quatre mouvements :
1. Allegro non troppo
2. Scherzo - Allegro
3. Adagio molto: Polyphonie raffinée et rigoureuse d'une invention pleine de charme.
4. Finale - Allegro moderato

La durée d'exécution est d'environ trente minutes.

## Analyse

### Allegro non troppo
Le premier mouvement est de forme sonate classique. Le premier thème est celui qui est le plus développé.

### Scherzo – Allegro
Le trio est en ré bémol majeur et la mélodie en est très tendre, à l'exemple du quatuor à cordes no 13 de Franz Schubert. La partie principale est en 
 et joue son thème sur trois mesures, mais les deux premières donnent l'impression d'être à 
.

### Adagio molto
Le troisième mouvement est d'une grande richesse polyphonique, combinant l'inspiration d'Alexandre Borodine et la rigueur du traîtement de Piotr Ilitch Tchaïkovski. La mélodie, en forme d'hymne, est très inhabituelle chez un compositeur âgé de seulement dix-neuf ans, donnant une impression d'éternité et de passion intense sans être pour autant sentimental ou tomber dans le pathos.

### Finale – Allegro moderato
Le thème d'introduction est repris à l'identique. Le thème introductif, nouveau et à 
, a un aspect populaire.

## Source
: document utilisé comme source pour la rédaction de cet article.
- François-René Tranchefort, Guide  de la Musique de Chambre, Paris, Fayard, coll. « Les indispensables de la musique », 1998 (1re éd. 1989), 995 p. (ISBN 2-213-02403-0).
- Walter Willson Cobbett (trad. de l'anglais par Marie-Stella Pâris, préf. Alain Pâris), Dictionnaire encyclopédique de la musique de chambre : A-J [« Cobbett's Cyclopedic Survey of Chamber Music »], t. 1, Paris, Robert Laffont, coll. « Bouquins », 1999 (1re éd. 1963), 1627 p. (ISBN 2-221-07847-0), p. 580